# Ретинг

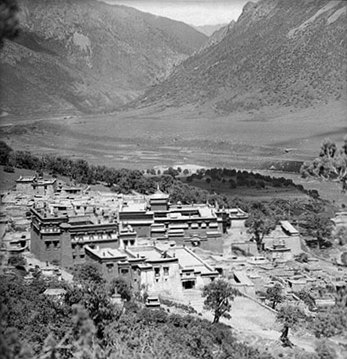
Монастир Ретинг у 1950 до його руйнування. Головний храм і молитовний зал знаходяться у центрі комплексу та увінчані золоченим дахом.
Фото Х'ю Едварда Річардсона

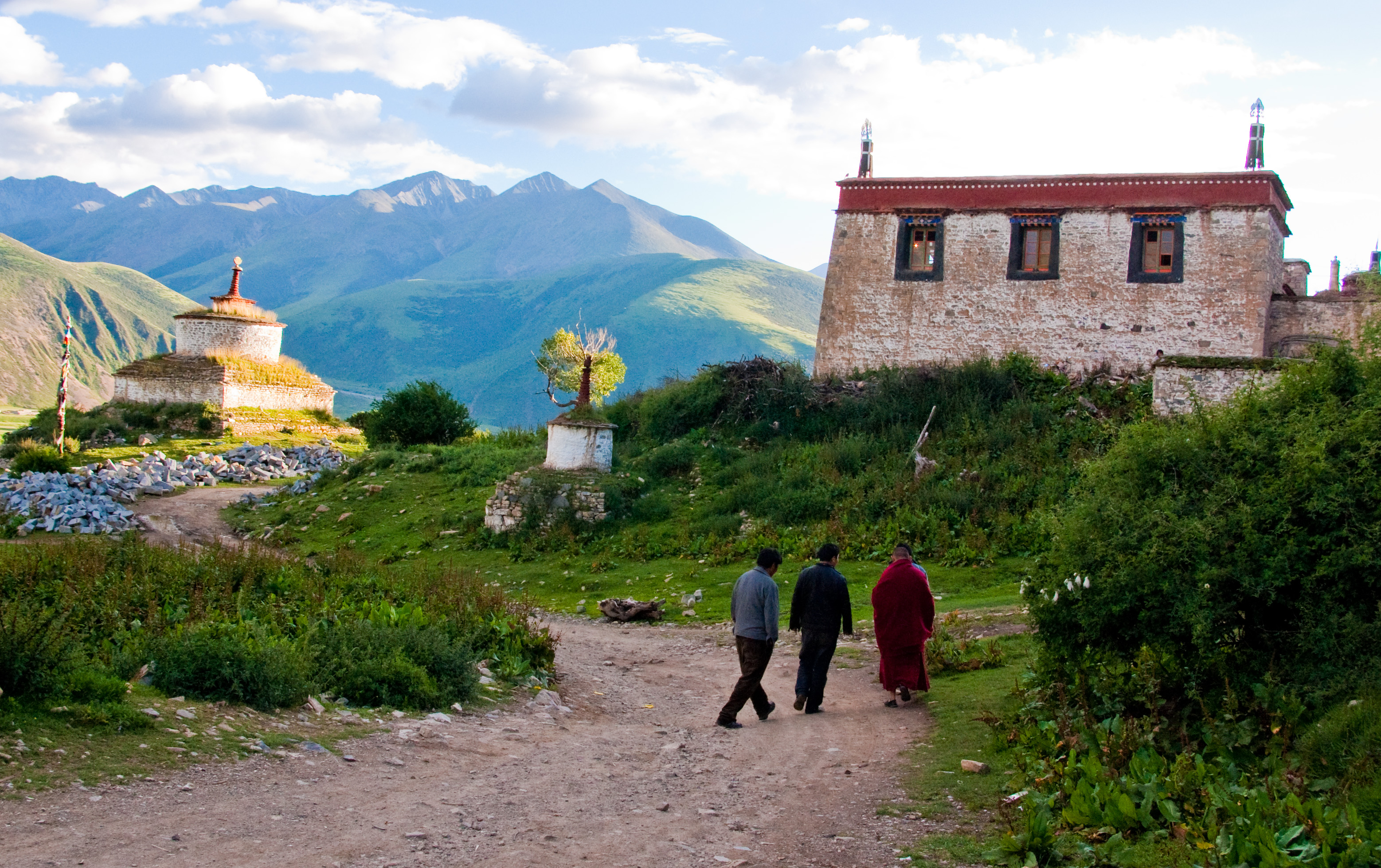
Монастир

Ретинг (тиб. རྭ་སྒྲེང་དགོན།, вайлі: rwa sgreng dgon pa, кит. трад. 熱振寺, спр. 热振寺, піньїнь: Rèzhèn Sì, акад. Жечжень Си) — історично важливий буддійський монастир, розташований в повіті Лхюнджуб Лхаси, в автономному районі Тибету Китаю.
Заснований головним учнем Атіші, Дромтонпою в 1056 в долині Ретинг Цампо на північ від Лхаси як школа Кадам. То був перший великий монастир Сарми.
За часів Цонкапи, реформована школа Кадампа стала відома як Гелугпа, і монастир став важливим монастирем цієї школи, а його настоятель отримав почесний титул «Ретинг Рінпоче» (тиб. རྭ་སྒྲེང་རིན་པོ་ཆེ,). Історично склалося так, що саме Ретинг Рінпоче нерідко займався пошуками та визначенням нової реінкарнації Далай-лами.
Свого часу відповідав за пошук Далай-лами XIV. На період неповноліття Далай-лами був серед кандидатів на посаду регента. Таким чином, Ретінг Рінпоче був регентом між 1845 і 1855, а потім знову з 1933 по 1947. Останній регент, п'ятий Ретінг Рінпоче, шукав нинішнього Далай-лами і став його старшим викладачем. Пізніше, зрікшись свого становища, він був визнаний винним у змові з китайським керівництвом, і помер у в'язниці в 1947. За іншою версією, причиною ув'язнення регента Ретинга стало порушення ним чернечих обітниць, зокрема — обітниці безшлюбності.
Шостий Ретінг Рінпоче помер у 1997. У січні 2001 стало відомо, що знайдено нову інкарнацію сьомого Ретинга Рінпоче, на другий день перебування Гьялва Кармапи в Індії.
Монастир Ретинг був повністю спустошений Червоною гвардією під час Культурної революції і після цього був лише частково відновлений.

## Список Ретингів Рінпоче
1. Нгаванг Чокден (1677—1751)
2. Лобсанг Еше Тенпа (1759—1815)
3. Нгаванг Еше Цултрім Гьялцен (1816—1863)
4. Нгаванг Лобсанг Еше Тенпай Гьялцен (1867—1910)
5. Тубтен Джампел Еше Гьялцен (1910—1947)
6. Тензін Джигме Тутоб Вангчук (1948—1997)
7. Лодро Г'ятсо Трінлі Лхондруп (з 2000), не визнаний урядом Тибету у вигнанні